# Inferiolabiata spinosa
Inferiolabiata spinosa is een hydroïdpoliep uit de familie Stylasteridae. De poliep komt uit het geslacht Inferiolabiata. Inferiolabiata spinosa werd in 1991 voor het eerst wetenschappelijk beschreven door Cairns. 